# جزیره استاروکادومسکی
جزیره استاروکادومسکی (روسی: Остров Старокадомского) یک جزیره در دریای لاپتف در شمال کشور روسیه است.